# 9427 Righini
9427 Righini (1996 CV7) là một tiểu hành tinh vành đai chính được phát hiện ngày 14 tháng 2 năm 1996 bởi M. Tombelli và U. Munari ở Cima Ekar.